# Svartgumpad flamspett
Svartgumpad flamspett är en asiatisk fågel i familjen hackspettar med utbredning på den indiska subkontinenten.

## Utseende och läte
Svartgumpad flamspett är en 26–29 cm medlem av släktet Dinopium och har liksom de flesta av övriga arter röd tofs hos hanen, guldgul mantel, svart nacke, ljus men svartfjällig undersida och tydligt svart ögonstreck. Denna art urskiljs just genom svart övergump, ej röd, avsaknad av mustaschstreck men istället vitfläckad svart strupe, tvärbandade handpennor och varierande mängd vita eller beigefärgade fläckar på svartaktiga mindre täckare. Vidare har honan rött på bakre delen av tofsen, medan honor av de flesta övriga arter är har vitstreckat svart på hela hjässan. Bland lätena hörs ihållande "klerk" och gnälliga "kyi-kyi-kyi".

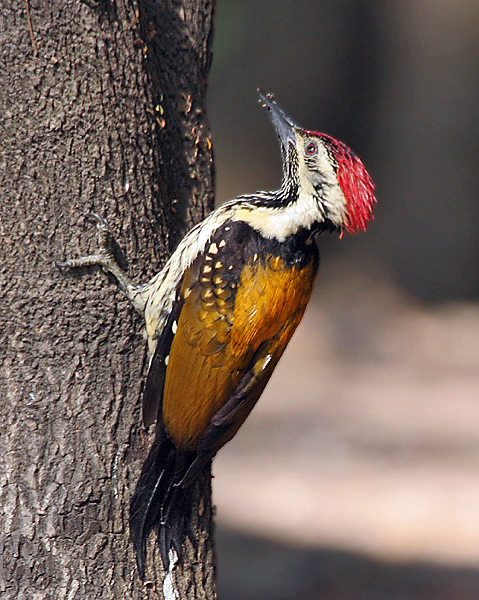

## Utbredning och systematik
Svartgumpad flamspett delas in i fem underarter med följande utbredning:
- Dinopium benghalense benghalense – förekommer i norra, centrala och nordöstra Indien
- Dinopium benghalense dilutum - förekommer i Pakistan och västra Indien
- Dinopium benghalense tehminae - förekommer i sydvästra Indien
- Dinopium benghalense puncticolle - förekommer i centrala och södra Indien
- Dinopium benghalense jaffnense - förekommer i norra Sri Lanka

Underarterna tehminae och jaffnense inkluderas ofta i puncticolle. Tidigare behandlades rödryggig flamspett (D. psarodes) på södra Sri Lanka som en underart till svartgumpad flamspett och vissa gör det fortfarande. Genetiska och morfologiska skillnader stödjer dock att psarodes behandlas som en egen art.
Arterna i Dinopium ansågs tidigare vara nära släkt med sultanspettarna i Chrysocolaptes. Genetiska studier visar att de trots liknande utseende inte är nära släkt. Istället står de närmast hackspettar i de asiatiska släktena Gecinulus, Meiglyptes och Micropternus, på lite längre avstånd även bland annat gröngölingarna i Picus. Sultanspetterna är istället nära släkt med de amerikanska jättespättarna i Campephilus. Detta fenomen, att ej närbesläktade grupper som förekommer i samma geografiska område har så likartade utseende, är vanligt förekommande bland hackspettarna och är möjligen ett resultat av social mimikry. På Sri Lanka är det tydligt, där även den lokalt förekommande sultanspetten även den, också unikt för sitt släkte, har röd rygg.

## Status och hot
Arten har ett stort utbredningsområde, men tros minska i antal, dock inte tillräckligt kraftigt för att den ska betraktas som hotad. Internationella naturvårdsunionen IUCN listar arten som livskraftig (LC). Världspopulationen har inte uppskattats men den beskrivs som vanlig eller lokalt vanlig genom hela utbredningsområdet.